# Гододін
Гододін (валл. Gododdin валлійська вимова: [ɡɔˈdɔðɪn]) — пікто-бритська держава на території сучасної Шотландії, що утворилася в середині V століття після розпаду бритської держави Ебраук. Тривалий час вела війни проти Берніції, Стратклайду та Дал Ріади. Зрештою розділена між королівствами Нортумбрія і Стратклайд.

## Історія

### Утворення
З I ст. н. е. тут мешкало плем'я піктів-вотадінів. III ст. на берегах затоки Ферт-оф-Форт (схід римської Каледонії) утворилося протодержава (племінне утворення) Манау Гододін. Напевне воно перебувало під впливом Римської імперії, незважаючи на те, що римляни залишили Каледонію у II ст. З кінця III ст. пікти з цього племенніго утворення почали здійснювати набіги наБританію, часто прориваючи вал Адріана.
Після відходу римлян з Британії у 400 році вотадіни Манау Гододіна продовжили напади на північну Британію. Проте невдовзі стикнулися з наступом бритів, що утворили державу Ебраук. Невдовзі землі вотадінів увійшли до складу цього королівства.
Близько 470 року в результаті чергового розподілу Ебрауку вотадіни здобули незалежність, утворивши державу Гододін.

### Розвиток
Його головними містами були Вайл-Адайнн (сучасний Хаддінгтон), Дун-Ейденн (сучасний Единбург), Дунн-Барр (сучасний Данбар). Королем незалежного Гододіна став Ллуд ап Кадлеу, відомий в артуровскіх легендах під ім'ям Лот. За його імені Гододін також стали називати Лотіан.
Протягом всієї своєї недовгої історії Гододін вів безперервні війни з сусідами і не мав стійкою династії правителів. Близько 560 року після зречення короля Гвалхмея, влада на півдні Гододіна захопив вигнаний англами з Брінейха Морган ап Кінгар. Водночас північна частина Гододіна навколо столиці Дун-Ейденн була захоплена Алт-Клуітом, де представник знаті Клідно створив королівство Дін-Ейдін. Проте невдовзі між ними утворилось на кшалт унії.
У 585 році Гододі уклав союз з державами Регед, Дал Ріада і Стратклайд, утворивши потужну коаліцію, спрямовану проти королівства Берніція, де панували англи. Військо коаліції захопило столицю Берніції — Бамбург. Після чого союзники погнали англів до берега Північного моря на острів Ліндісфарн. При облозі тамтешньої фортеці Коледог Багатий (за іншими відомостями Морган I, але це викликає сумнів дослідників), король Гододіну, посварився з Урієном, королем Регеда, який претендував на верховенство над усіма державами Північної Британії, і вбив його. В результаті коаліція розпалася.

### Занепад
Розпад коаліції призвело до війни між бритами і піктами, що зрештою допомогло наступу Берніції на Гододін. Війська Гододіну деякий час чинили опір англам, але у 598 (або 600) року у битві при Катреті війська Коледого та його союзників від Етельфріта, короля Берніції. Проте Морган II продовжував боротьбу. Після його смерті близько 550 року територію було підкорено Берніцією
Протягом 550-650-х років точилася боротьба між Стратклайдом, Дал Ріадою піктами і Берніцією за ці землі. У 638 році ченці о. Іони згадують облогу Дун-Ейденна Домналлом, королем Дал Ріади, але не уточнюють, чи була облога успішної чи ні. Пізніше ця територія увійшла до складу англського королівства Нортумбрия. На цих землях керували елдормени, що призначалися королями. В цей час назва Гододін остаточно поступається Лотіану.
У 685 році у битві Нехтансмере король піктів Бруде III завдав поразки Егфріту, королю Нортумбрії, захопивши північну частину Лотіану. У 895 році була завойована військами Йорвіку. У 1018 році Лотіан і долина річки Туїд перейшли у володіння королів Шотландії. Зараз нагадує лише назва — Лотіан.

## Королі
- Ллуд ап Кадлеу, король у 470—490 роках
- Гварлхмай Чудововолосий, король у 490-?
- невідомі королі до 560 року
- Морган I, король у 560—580 роках
- Коледог Багатий, король у 580-бл.610 роках
- Морган II, король у 610—640/650 роках

## Географія та кордони
Охоплювала Лотіан, землі сучасної області Скоттиш-Бордерс між Фортом і Туїда, область Клакманнаншир На заході і півдні держава межувало з королівствами Стратклайд і Брінейх.

## Населення
Спочатку тут переважну частину складали вотадіни. З середини VI ст. у південній частині вже переважну частину складали брити. Після переходу Гододіна під владу Берніціі населення починає витіснятися англами.

## Релігія
Протягом усієї історії Гододіна тривалий час населення зберігало поганство. Лише з кінця VI ст. починається християнізація, що завершилася вже за часів панування тут Нортумбрії. Втім перевагу тут мала кельтська церква.